# Torre Cimalonga
Torre Cimalonga è una torre risalente al XV secolo, eretta a difesa della parte antica di Scalea dalle incursioni dei Saraceni. Dal 1984 ospita un museo archeologico chiamato "Antiquarium di Torre Cimalonga" al cui interno sono custoditi reperti archeologici provenienti dagli scavi dell’antica città di Laos. 

## Storia
Venne eretta nel XV secolo come parte del sistema difensivo della zona per sorvegliare uno dei quattro punti di accesso di Scalea (le cosiddette "Quattro porte"). La torre ospitava le guardie e due cannoni per la difesa ed il controllo della porta Cimalonga.
Fu adibita, in seguito, a carcere mandamentale.
Dal 1984 è sede dell'Antiquarium di Torre Cimalonga, importante museo archeologico con reperti provenienti dall'antica città di Laos.

## Descrizione
Edificio in stile aragonese a forma cilindrica e pianta circolare.